# تپه سقندل
تپه سقندل مربوط به سده‌های اولیه و میانه دوران‌های تاریخی پس از اسلام است و در شهرستان ورزقان، بخش مرکزی، دهستان ازومدل جنوبی، ۶۰۰ متری شمال غربی روستای سقندل واقع شده و این اثر در تاریخ ۱۲ شهریور ۱۳۸۶ با شمارهٔ ثبت ۱۹۳۴۲ به‌عنوان یکی از آثار ملی ایران به ثبت رسیده است.